# Acacia moggii
Acacia moggii är en ärtväxtart som beskrevs av Mats Thulin och Tardelli. Acacia moggii ingår i släktet akacior, och familjen ärtväxter. IUCN kategoriserar arten globalt som nära hotad. Inga underarter finns listade i Catalogue of Life.